# Ferdinand Henze
Theodor Louis Ferdinand Henze (* 25. Dezember 1888 in Jecha; † 17. Februar 1959 ebenda) war ein deutscher Malermeister und Politiker (USPD, SPD).

## Leben
Henze war der Sohn des Maurerpoliers Johann Max Friedrich Henze und dessen Ehefrau Lina Charlotte Henriette geborene Hoffmann. Er war evangelisch-lutherischer Konfession (später trat er aus der Kirche aus) und heiratete am 10. Mai 1913 in Jecha Friederike Therese Louise Neuberger (* 29. März 1886 in Hesserode; † 17. November 1953 in Sondershausen-Jecha), die Tochter des Schuhmachermeisters Carl Neuberger.
Henze war zunächst Maschinist bei dem Unternehmen Lindner & Söhne in Jecha und dann dort Malermeister.
Er war Mitglied der SPD. 1917 wechselte er zur USPD und 1922 zurück zur SPD. Vom 24. Februar 1919 bis zu 7. März 1921 gehörte er dem Landtag des Freistaates Schwarzburg-Sondershausen und später der Gebietsvertretung Schwarzburg-Sondershausen an. Er war stellvertretendes Mitglied im Volksrat von Thüringen. Von 1922 bis 1924 war er Mitglied des Kreisrats des Landkreises Sondershausen.
1945 wurde er Vorsitzender des Antifa-Ausschusses in Sondershausen und erneut Mitglied der SPD. Mit der Zwangsvereinigung wurde er Mitglied der SED.